# Wake Up My Emerald
Wake Up My Emerald è il secondo album della post-hardcore/screamo band 2side1BRAIN, pubblicato il 24 novembre 2010.

## Il disco
L'album contiene dodici tracce, tutte con titoli in inglese, ed è stato anticipato da due singoli: Son's of Sunshine (pubblicato il 25 febbraio 2009) e l'omonimo Wake Up My Emerald (pubblicato il 13 novembre 2010). Dopo la sua pubblicazione venne pubblicato un terzo singolo, Pray for you, il 28 febbraio 2011.

## Tracce
1. Wake Up My Emerald – 2:36
2. Pray for you – 3:29
3. I will destroy God – 3:43
4. I need a voice – 2:59
5. Rain – 4:20
6. Goodbye my lover – 3:27
7. Slide show – 3:34
8. So To Zo – 4:08
9. Son's of Sunshine – 4:28
10. Warmth – 3:30
11. Make your world – 3:47
12. NxWxO – 3:47

## Formazione
- Shuntarock – voce
- MEG – chitarra solista, cori
- Yuta – chitarra ritmica, cori
- Hirose – basso
- T-Max – batteria, cori

Altri musicisti
- Narito – chitarra solista in Son's of Sunshine